# William Allen (Quäker)

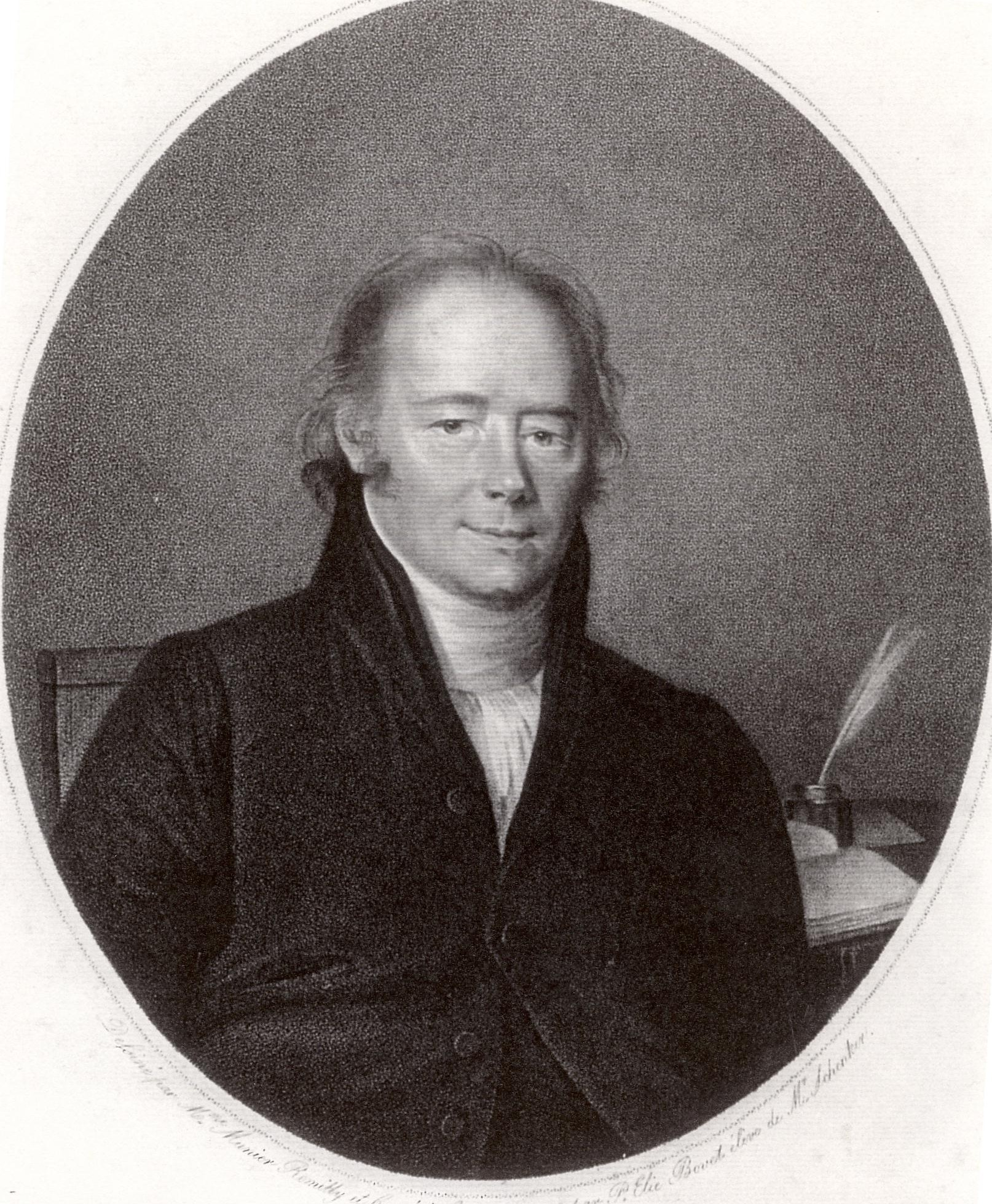
William Allen

William Allen (* 29. August 1770 in Spitalfields, London; † 30. September 1843 in Stoke Newington, London) war ein britischer Wissenschaftler (Chemie, Pharmazie), Unternehmer, Sozialreformer, Abolitionist, Quäker und Philanthrop.

## Leben
Allen war der Sohn eines Seidenfabrikanten und Quäkers. Er interessierte sich für Naturwissenschaften und speziell Chemie und hörte Vorlesungen am Guy’s Hospital und St. Thomas Hospital in London, nahm Unterricht beim Apotheker Joseph Gurney Bevan (1753–1814) und war Mitglied einer frühen chemischen Gesellschaft. Als sein Vater 1800 starb, überließ er die Seidenfabrik dessen Assistenten und wandte sich der Herstellung von Pharmaka zu. Als Bevan 1795 in den Ruhestand ging, übernahm er dessen Apotheke und Labor. Er wurde 1801 Fellow der Linnean Society of London und hielt selbst Vorlesungen in Chemie am Guy’s Hospital, wurde Präsident der Physical Society am Guy’s Hospital und hielt auf Einladung von Humphry Davy und John Dalton Vorlesungen an der Royal Institution. 1807 wurde er Fellow der Royal Society. Später lebte er in Stoke Newington, damals ein Dorf bei London.
Er übernahm die von dem Apotheker und Quäker Silvanus Bevan (1691–1765) 1715 gegründete und von dessen Bruder und dessen Sohn (Joseph Gurney Bevan) fortgeführte Pharma-Manufaktur (Apotheke) am Plough Court und daraus entstand die Pharmafirma Allen & Hanburys, eine der größten Pharmafirmen in Großbritannien, die 1958 von Glaxo übernommen wurden.
1796 gründete er die Askesian Society, die bis 1807 bestand. 1841 war er einer der Gründer der Pharmaceutical Society (der späteren Royal Pharmaceutical Society) und war ihr erster Präsident.
Er war seit den 1790er Jahren ein aktiver Abolitionist in der Society for the Abolition of the Slave Trade und arbeitete mit Thomas Clarkson und William Wilberforce zusammen (der Parlamentsmitglied war, was damals Quäkern nicht erlaubt war). Allen war Direktor der African Institution, der Nachfolgeorganisation der Sierra Leone Company zur Ansiedlung freigelassener Sklaven in Sierra Leone. Er unterhielt Suppenküchern, experimentierte in Landwirtschaft, unterstützte Selbstversorger in einer Bewegung namens Colonies at Home (womit er der Auswanderung begegnen wollte) und unterstützte das Erziehungssystem von Joseph Lancaster (ab 1814 British and Foreign School Society, deren Schatzmeister Allen war). 1824 gründete er die Quäker-Schule für Mädchen Newington Academy of Girls.
Er gründete 1811 die Zeitschrift The Philanthropist mit James Mill, in der auch Jeremy Bentham veröffentlichte und die bis 1817 bestand. Mit Robert Owen, Bentham und anderen kaufte er 1814 die New Lanark Mills, um soziale Reformen umzusetzen. begleitete.
Als man ihm 1814 den Zaren Alexander auf dessen Englandbesuch vorstellte (er galt als eine Art Modell-Quäker) nutzte er den Kontakt um diesen für die Abolitionistenbewegung zu gewinnen. Er verstand sich gut mit dem Zaren. 1818 bis 1820 bereiste er Schweden, Russland, wo er den Zaren traf, Konstantinopel, Griechenland und Frankreich. 1822 traf er den Zaren erneut in Wien. Auch 1816, 1832 und 1833 besuchte er Europa und traf dabei den Bayerischen König, die Königin von Spanien und den preußischen Kronprinzen, besuchte Gefängnisse, Schulen und soziale Einrichtungen. Auch in England hatte er Kontakt zu hochgestellten Personen wie den Herzog von Wellington und den Herzog von Kent (der an den Reformen von Owen und Lancaster interessiert war).
1816 war er Gründungsmitglied der Peace Society. Er setzte sich für die Abschaffung der Todesstrafe ein und für den Schutz der Griechen in ihrer Unabhängigkeitsbewegung.
Er heiratete zweimal, zuerst 1796. Seine Frau Mary Hamilton starb im Kindbett und hinterließ ihm eine Tochter Mary (die 1823 starb). 1806 heiratete er Charlotte Hanbury aus einer wohlhabenden Quäker-Familie in Stoke Newington. Sie starb auf einer gemeinsamen Europareise 1816. 1827 heiratete er Grizell Birkbeck, ebenfalls aus einer wohlhabenden Quäker-Familie in Stoke Newington, mit der er schon bei der Gründung seiner Mädchenschule zusammenarbeitete.